# Алхесираска конференция
Алхесираска международна конференция – провежда се в испанския град Алхесирас от 15 януари до 7 април 1906 г., за уреждане на френско-германския конфликт за Мароко. Свикана е по искане на Германия, за да се разреши първата мароканска криза. Попадайки в международна изолация, Германия е принудена да направи отстъпки по отношение на експанзиите в Мароко.
Франция по време на конференцията е подкрепена от Великобритания, Италия и Русия, а Германия – само от Австро-Унгария. Съображения на страните за подкрепата към Франция:
- Великобритания се страхува от засилването на германците в северната част на Мароко, тъй като това може да застраши интересите ѝ в Гибралтарския проток. Подписано е и Англо-френско споразумение през 1904 г., с което Франция и Великобритания си обещават да се подкрепят взаимно във всички конфликти.
- Италия подкрепя Франция, тъй като се надява по-късно и Франция да я подкрепи при войната срещу Османската империя.
- Русия подкрепя Франция, изпълнявайки съюзнически дълг към нея, тъй като по заявление на самите руски дипломати, Русия няма интерес към Мароко.

Решенията на Алхесираската конференция са дипломатическо поражение за Германия и откриват за Франция пътя към пълно завладяване на Мароко.